# 哈特尔
哈特尔是奥地利施蒂利亚州哈特贝格县的一个市镇。总面积14.71平方公里，总人口838人，人口密度57.0人/平方公里（2005年）。